# جوی لورن
جوی لورن (انگلیسی: Joy Lauren؛ زادهٔ ۱۸ اکتبر ۱۹۸۹) یک هنرپیشه، و بازیگر سینما اهل ایالات متحده آمریکا است. وی بین سال‌های ۲۰۰۲–۲۰۱۳ میلادی مشغول فعالیت بود.

## گزیده فیلمشناسی
از فیلم‌ها یا برنامه‌های تلویزیونی که وی در آن نقش داشته‌است می‌توان به آثار زیر اشاره کرد.
- دندان‌ها (فیلم) (۲۰۰۷)
- هنوز وایسادیم (۲۰۰۳)
- کدبانوهای وامانده (۲۰۰۴–۲۰۱۱)
- درمانگاه خصوصی (۲۰۰۷)